# Championnat de Lettonie de football 2024
Navigation
Saison 2023 Saison 2025
La saison 2024 de Virslīga est la 33e édition de la première division lettone depuis l'indépendance du pays en 1992, la 1re sous l'appellation Tonybet Virslīga. Elle regroupe les dix meilleurs clubs lettons au sein d'une poule unique où ils s'affrontent quatre fois durant la saison pour un total de 36 matchs chacun.
Le FK RFS, le tenant du titre, termine de nouveau à la première place en fin de saison et remporte son troisième titre de champion de Lettonie.

## Compétition
Le classement est calculé avec le barème de points suivant : une victoire vaut trois points, le match nul un. La défaite ne rapporte aucun point.
Critères de départage :
1. plus grand nombre de points ;
2. plus grand nombre de points en confrontations directes ;
3. plus grande différence de buts particulière
4. plus grande différence de buts générale ;
5. plus grand nombre de buts marqués ;
6. classement du fair-play ;
7. match d'appui.

### Classement
| Rang | Équipe         | Pts  | J  | G  | N | P  | Bp  | Bc | Diff |
| ---- | -------------- | ---- | -- | -- | - | -- | --- | -- | ---- |
| 1    | FK RFS T,C     | 90   | 36 | 29 | 3 | 4  | 103 | 25 | +78  |
| 2    | Riga FC S      | 87   | 36 | 27 | 6 | 3  | 99  | 23 | +76  |
| 3    | FK Auda        | 60   | 36 | 18 | 6 | 12 | 63  | 34 | +29  |
| 4    | Valmiera FC    | 55-9 | 36 | 19 | 7 | 10 | 75  | 39 | +36  |
| 5    | BFC Daugavpils | 42   | 36 | 11 | 9 | 16 | 43  | 60 | -17  |
| 6    | FK Liepāja     | 39   | 36 | 10 | 9 | 17 | 37  | 56 | -19  |
| 7    | FK Metta       | 36   | 36 | 10 | 6 | 20 | 34  | 76 | -42  |
| 8    | FK Tukums 2000 | 35   | 36 | 9  | 8 | 19 | 38  | 81 | -43  |
| 9    | FK Grobinas P  | 29   | 36 | 8  | 5 | 23 | 34  | 78 | -44  |
| 10   | FS Jelgava     | 25   | 36 | 6  | 7 | 23 | 28  | 82 | -54  |

|  | Qualification pour le premier tour de qualification de la Ligue des champions 2025-2026                                                       |
|  | Qualification pour le deuxième tour de qualification de la Ligue Conférence 2025-2026                                                         |
|  | Qualification pour le premier tour de qualification de la Ligue Conférence 2025-2026                                                          |
|  | Qualification pour les barrages de relégation                                                                                                 |
|  | Relégation en deuxième division |
|  | T : Tenant du titre C : Vainqueur de la Coupe de Lettonie 2024 S : Vainqueur de la Supercoupe de Lettonie 2024 P : Promu de deuxième division |

- Le Valmiera FC déjà privé de licence UEFA  pour la saison 2024-2025[1] est en sursis pour sa participation à la Ligue Conférence 2025-2026.

Au niveau national, le club a écopé d'une pénalité de 3 points puis une autre de 6 points, le club a également un sursis de 25 points de pénalités.
Le club est finalement relégué en janvier 2025 et le FS Jelgava est repêché
- Comme RFS gagne également la Coupe de Lettonie, le vice-champion est qualifié pour le deuxième tour de la Ligue Conférence 2025-2026[4].

### Barrage de relégation
À la fin de la saison, l'avant-dernier de Virslīga affronte la deuxième meilleure équipe d'1.Liga (qui n'est pas une équipe réserve) pour tenter de se maintenir.
| Équipe           | Aller | Total | Retour | Équipe                 |
| ---------------- | ----- | ----- | ------ | ---------------------- |
| Grobinas SC (D1) | 2 - 3 | 4 - 3 | 2 - 0  | (D2) JDFS Alberts (en) |

Légende des couleurs
- Le club se maintient en première division.
- Promotion en première division.
- Le club reste en deuxième division.
- Relégation en deuxième division.

- Grobinas gagne sur l'ensemble des deux matchs et se maintient en première division[5].

## Bilan de la saison
| Championnat de Lettonie de football 2024 |                   |
| Champion                                 | FK RFS (3e titre) |
| Coupes et trophées                       |                   |
| Vainqueur de la Coupe de Lettonie 2024   | Riga FC           |
| Qualifications continentales             |                   |
| Ligue des champions de l'UEFA 2025-2026  | FK RFS            |
| Ligue Conférence 2025-2026               | Riga FC           |
| Ligue Conférence 2025-2026               | FK Auda           |
| Ligue Conférence 2025-2026               | BFC Daugavpils    |
| Promotions et relégations                |                   |
| Promus en A Lyga                         | SK Super Nova     |
| Relégués en I Lyga                       | Valmiera FC       |